# Julie Bar
Julie Bar (* 1868 in Genf; † 1930 ebenda) war eine Schweizer Künstlerin der Art brut.

## Leben und Werk
Julie Bar litt an Epilepsie und war geistig behindert. Von ihren Eltern vernachlässigt, besuchte sie nie eine Schule und wurde schon früh in eine Klinik eingewiesen. Sie war selbst durch Hausarbeiten und Gelegenheitsjobs überfordert und blieb unverheiratet. 
Ihre überlieferten Zeichnungen stammen aus der Zeit von 1916 bis 1930, als sie in eine Privatklinik verlegt wurde. Sie zeichnete hauptsächlich mit Bleistift, manchmal auch mit Farbstiften, in Skizzenbüchern, die sie vollständig ausfüllte. Ihre Werke haben einen repetitiven Charakter: allein oder in Gruppen werden die gleichen Motive (Figuren, Tiere, Mischwesen) in identischer Weise wiederholt; seltener sind aufwendigere Komposition wie das Interieur eines Hauses.
Eine Werkgruppe von Bar befindet sich in der Collection de l’Art Brut in Lausanne.

## Ausstellungen
- 2019 Collection de l'Art Brut. Kunst im Verborgenen, Aargauer Kunsthaus, Aarau (Gruppenausstellung)